# Attentats à la bombe d'août 2016 en Thaïlande
Le 11 août 2016, deux bombes ont explosé dans la ville balnéaire de Hua Hin. Une personne a été tuée et 23, majoritairement des touristes, ont été blessés. Le lendemain, plusieurs attentats à la bombe ont eu lieu, dans la Province de Phuket et de Trang. Au moins trois personnes ont été tuées et de nombreuses autres ont été blessées. Au total, quatre personnes ont été tuées et 36 blessées.

## 11 août
Deux bombes ont explosé dans le quartier de Hua Hin, à environ 10 h 20, heure locale, le 11 août. Une femme Thaïlandaise qui vendait des fruits dans la rue a été tuée et 23 personnes, dont douze étrangers, ont été blessées. Parmi les blessés figurent deux anglais, deux néerlandais, un allemand et sept autrichiens ou italiens.

## 12 août

### Hua Hin
Trois explosions ont eu lieu dans un quartier de Hua Hin, le 12 août, tuant une personne et en blessant au moins quatre autres.

### Surat Thani
Une bombe qui avait été cachée dans un pot de fleur a explosé à l'extérieur de la Surat Thani, poste de police, et a tué un employé municipal.

### Phuket
L'île de Phuket a été frappée par deux explosions, le 12 août. La première a eu lieu dans la Loma Parc, une zone populaire auprès des touristes. La seconde s'est produite dans la plage de Patong, près d'un poste de police.

### Trang
Un attentat à la bombe survenu dans Trang, tuant une personne et en blessant six autres.

## Victimes
| Pays        | Décès | Blessé |
| ----------- | ----- | ------ |
| Thailande   | 4     | 26     |
| Italie      |       | 3      |
| Pays-Bas    |       | 3      |
| Allemagne   |       | 3      |
| Royaume-Uni |       | 2      |
| Autriche    |       | 1      |
| Total       | 4     | 36     |

## Réaction
Aucun groupe n'a revendiqué la responsabilité mais les autorités soupçonnent fortement que les Pattani séparatistes sont derrière les attentats,.
Le 12 août, le Premier Ministre Prayuth Chan-ocha a parlé de "mauvaises personnes [qui] ont été d'agir depuis avant le référendum. Nous n'avons jamais fait de mal ou eu des conflits avec n'importe qui, que ce soit national ou à l'étranger".
Deux suspects ont été arrêtés en relation avec les attentats à la bombe avec le gouvernement thaïlandais indiquant que leur objectif était de "créer le chaos et la confusion".